# 牛島實常
牛島實常（Usizima Mitsune，1880年2月11日—1959年12月1日） ，日本軍官，1938年為中日戰爭初期華北派遣軍二十師團之師長級領導軍官。曾經參與攻擊華北區域。1939年12月1日，他則以日軍陸軍中將身分調往台灣擔任台灣軍司令官，1940年免。
| 前任： 兒玉友雄 | 台灣軍司令官 1939年上任 | 繼任： 本間雅晴 |